# Шарк Ривер Хилс (Њу Џерзи)
Шарк Ривер Хилс (енгл. Shark River Hills) насељено је место без административног статуса у америчкој савезној држави Њу Џерзи.

## Демографија
По попису из 2010. године број становника је 3.697, што је 181 (-4,7%) становника мање него 2000. године.
| Група             | 2000.         | 2010.         |
| Белци             | 3.739 (96,4%) | 3.495 (94,5%) |
| Афроамериканци    | 22 (0,6%)     | 33 (0,9%)     |
| Азијати           | 31 (0,8%)     | 41 (1,1%)     |
| Хиспаноамериканци | 48 (1,2%)     | 103 (2,8%)    |
| Укупно            | 3.878         | 3.697         |